# فيستروريو
فيستروريو هي بلدية في مدينة تورينو الحضرية، في منطقة بيمنتة الإيطالية، وتقع على بعد حوالي 40 كيلومترًا شمال تورينو.
تقع فيستروريو على حدود البلديات التالية: روجليو، إيسيليو، كاستلنوفو نيجرا، فيدراكو، كواليوزو، سترامبينيلو، بالديسيرو كانافيز وفال دي تشي.

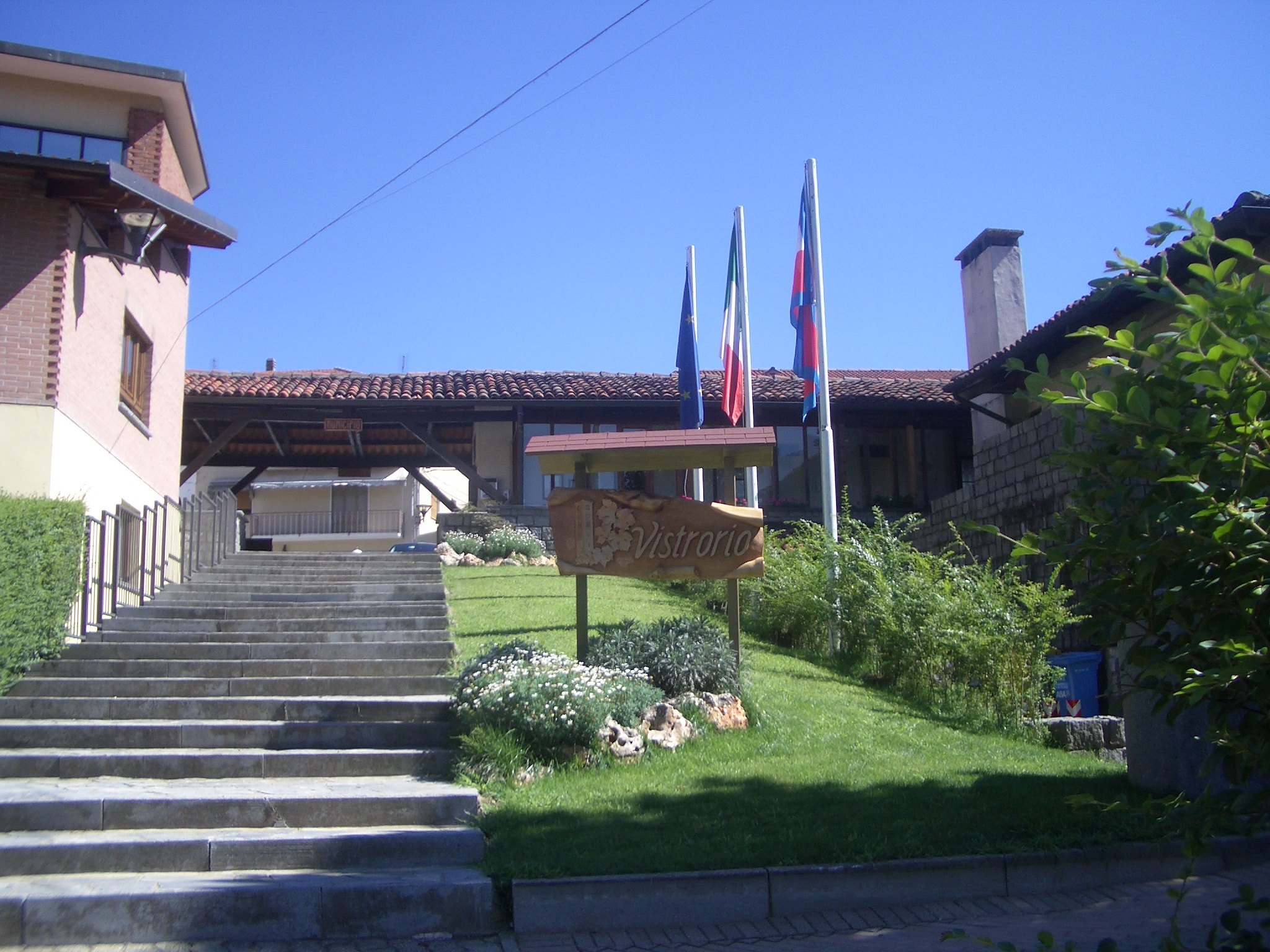
قاعة المدينة

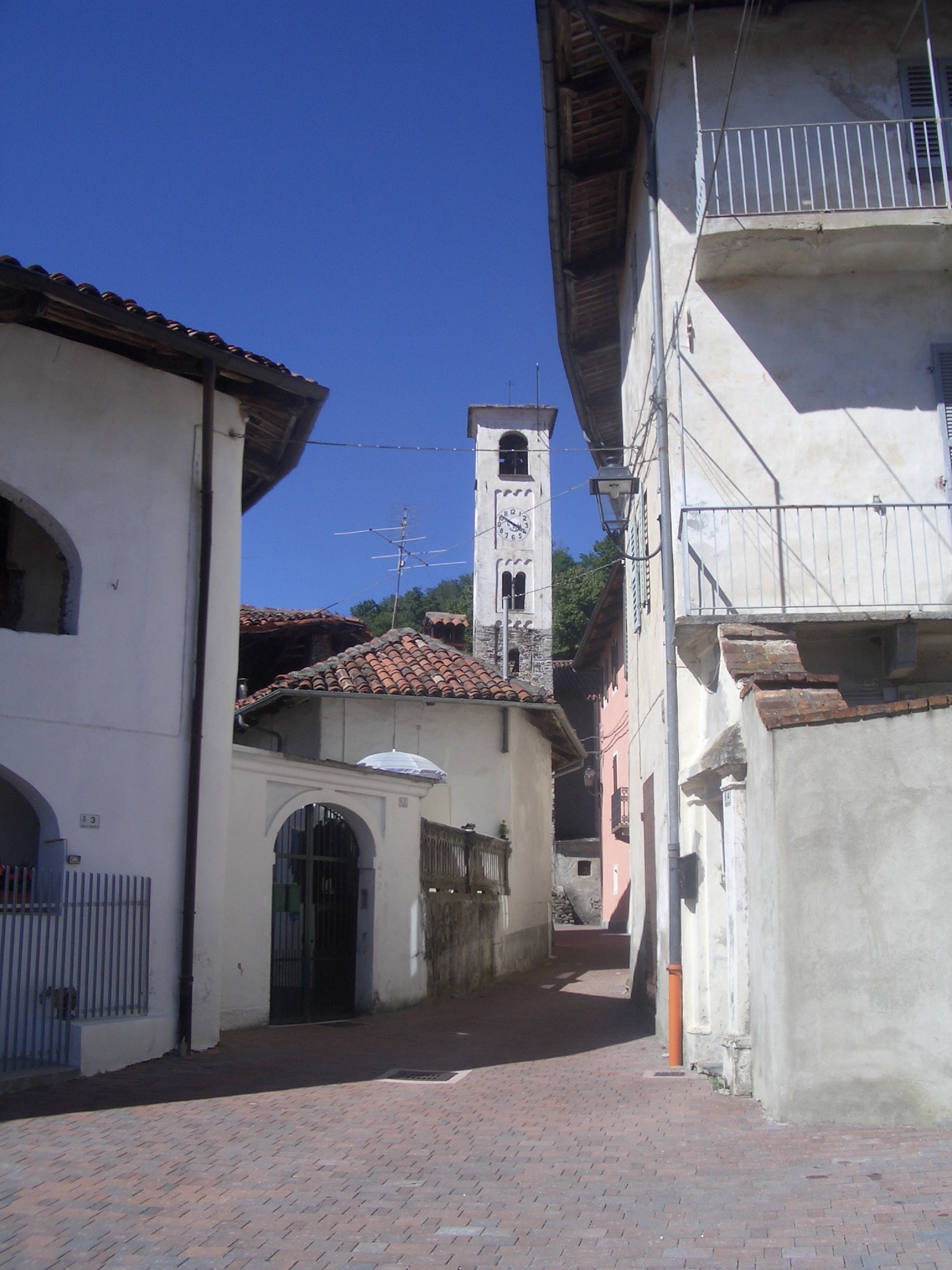
منظر للقرية مع كنيسة سان بارتولوميو

## تاريخ
تم منح شعار النبالة وعلم البلدية بموجب مرسوم صادر عن رئيس الجمهورية بتاريخ 28 سبتمبر 2007. 
ينتمي شعار النبالة إلى الذاكرة التاريخية للبلاد على الرغم من أنه لم يتم إضفاء الطابع الرسمي عليه إلا مؤخرًا. يذكر شكل البرج بالقلعة التي لم تعد موجودة اليوم، والتي أعطت اسمها للمنطقة المتجانسة في فيستروريا. ومن المحتمل أن ترمز العين إلى القدرة على السيطرة على المنطقة، وهو ما يوفره الموقع الاستراتيجي للقلعة، التي كانت توضع ذات يوم للدفاع عن السكان ضد الأعداء القادمين من السهل.
اللافتة عبارة عن قطعة قماش بيضاء ذات حدود حمراء.

## السكان
التطور الديموغرافي للسكان المسجلين: 

## الأماكن الأثرية
- كنيسة أبرشية سان بارتولوميو من القرن الرابع عشر. [6]
- بحيرة جورزيا

## روابط خارجية
- الموقع الرسمي